# Leon Garfield
Leon Garfield (* 14. Juli 1921 in Brighton, Sussex, England; † 2. Juni 1996 in London) war ein britischer Schriftsteller und Drehbuchautor.

## Leben
In seiner Jugend studierte Garfield Kunst, was durch den Ausbruch des Zweiten Weltkriegs unterbrochen wurde. Er diente im British Army Medical Corps, war in Belgien stationiert und lernte dort Vivien Alcock kennen, die er später heiratete. Auch sie wurde Kinderbuchautorin. Nach dem Krieg arbeitete Garfield als Techniker in einem Laboratorium für Biochemie bei einem Londoner Krankenhaus und schrieb in seiner Freizeit Bücher. In den 1960er Jahren wurde er so erfolgreich, dass er sich selbstständig machte.
Garfield verfasste einige Drehbücher für Shakespeare-Trickfilm-Verfilmungen. Garfields erstes Buch, die Piratengeschichte Jack Holborn, erschien 1964.

## Werke (Auszug)
- Betrogene Betrüger
- Das Geheimnis der zerbrochenen Uhr
- Der Fremde im Nebel (1966, Originaltitel: Devil-in-the-Fog)
- Der Geisterpakt
- Jack Holborn - Unter den Freibeutern
- Verschwörung auf der Themse
- Wie war das denn mit Adelaide Harris? (1971)

## Verfilmungen (Auszug)
- Devil-in-the-Fog wurde für das Fernsehen verfilmt.
- Black Jack wurde 1968 von Ken Loach verfilmt.
- Jack Holborn - sechsteilige Serie; Deutschland/Neuseeland 1982

## Auszeichnungen
- 1967: erster Guardian Award für Devil-in-the-Fog
- 1970: Carnegie Medal in der Sparte Kinderbücher für The God Beneath the Sea (dt. Die Götter des Olymp)
- 1980: Whitbread Book Award für John Diamond
- 1987: Phoenix Award für Smith (dt. Das Geheimnis des Schwarzen Engels, 1970)